# Гейнс (Орегон)
Гейнс (англ. Haines) — місто (англ. city) в США, в окрузі Бейкер штату Орегон. Населення — 373 особи (2020).

## Географія
Гейнс розташований за координатами 44°54′44″ пн. ш. 117°56′22″ зх. д. / 44.91222° пн. ш. 117.93944° зх. д. (44.912272, -117.939552).  За даними Бюро перепису населення США в 2010 році місто мало площу 1,96 км², уся площа — суходіл.

## Демографія
Згідно з переписом 2010 року, у місті мешкало 416 осіб у 175 домогосподарствах у складі 115 родин. Густота населення становила 213 особи/км².  Було 201 помешкання (103/км²).
Расовий склад населення:
| - 94,5 % — білих - 1,2 % — корінних американців |

До двох чи більше рас належало 3,6 %. Частка іспаномовних становила 1,4 % від усіх жителів.
За віковим діапазоном населення розподілялося таким чином: 23,3 % — особи молодші 18 років, 61,3 % — особи у віці 18—64 років, 15,4 % — особи у віці 65 років та старші. Медіана віку мешканця становила 43,3 року. На 100 осіб жіночої статі у місті припадало 101,9 чоловіків;  на 100 жінок у віці від 18 років та старших — 95,7 чоловіків також старших 18 років.
Середній дохід на одне домашнє господарство  становив 51 018 доларів США (медіана — 39 375), а середній дохід на одну сім'ю — 40 839 доларів (медіана — 39 167). За межею бідності перебувало 22,7 % осіб, у тому числі 33,9 % дітей у віці до 18 років та 10,2 % осіб у віці 65 років та старших.
Цивільне працевлаштоване населення становило 189 осіб. Основні галузі зайнятості: освіта, охорона здоров'я та соціальна допомога — 21,2 %, транспорт — 15,9 %, сільське господарство, лісництво, риболовля — 14,3 %, роздрібна торгівля — 13,8 %.